# Ґрабце-Юзефпольські
Ґрабце-Юзефпольські (пол. Grabce Józefpolskie) — село в Польщі, у гміні Мщонув Жирардовського повіту Мазовецького воєводства.
Населення — 183 особи (2011).
У 1975-1998 роках село належало до Скерневицького воєводства.

## Демографія
Демографічна структура станом на 31 березня 2011 року:
|          | Загалом | Допрацездатний вік | Працездатний вік | Постпрацездатний вік |
| -------- | ------- | ------------------ | ---------------- | -------------------- |
| Чоловіки | 98      | 26                 | 64               | 8                    |
| Жінки    | 85      | 10                 | 56               | 19                   |
| Разом    | 183     | 36                 | 120              | 27                   |